# Gustaf Carlberg
Gustaf Carlberg, född 15 augusti 1856, död 24 november 1933, var en svensk trävaruhandlare och byggherre.

## Biografi
Carlberg kom under slutet av 1800-talet att bli framgångsrik i trävarubranschen. Han ägde bland annat Sandarne trävaruupplag och sedermera Örbyhusbrädgården vid Norra Bantorget i Stockholm från 1882. Åren 1890–
1914 drev han Örbyhus ångsåg.
Carlberg, som var son till en byggmästare, lät själv resa ett antal påkostade bostadshus i Stockholm vid tiden kring förra sekelskiftet. Bland annat byggdes det Carlbergska huset som numera går under namnet LO-borgen.
Carlberg gjorde sig känd för eftervärlden genom sina stora donationer. Uppsala universitet fick 350.000 kronor för att upprätta Emilia och Gustaf Carlbergs professur i idé- och lärdomshistoria, medan Röda Korset fick två miljoner för inrättandet av Lillsveds idrottsfolkhögskola på Värmdö. 
Gustaf Carlberg var far till Carl-Ernfrid Carlberg.

### Fotnoter
1. 1 2 3  Sveriges dödbok 1815–2022, nionde utgåvan, Sveriges Släktforskarförbund, december 2023.[källa från Wikidata]
2. ↑  Carlberg, CARL GUSTAV, Svenskagravar.se, läs online, läst: 31 maj 2017.[källa från Wikidata]
3. ↑  Sten nr 131 – Carl Gustav Carlberg, Norra begravningsplatsen.se, läs online, läst: 1 juni 2017.[källa från Wikidata]
4. ↑  Frängsmyr, Tore (15 april 2008). ”Nordström satte fart på idéhistorien”. Svenska Dagbladet. http://www.svd.se/kultur/understrecket/nordstrom-satte-fart-pa-idehistorien_1120247.svd.